# Neoxantină
Neoxantina este un pigment natural din clasa xantofilelor. Este un intermediar la plante în biosinteza acidului abscisic. Este prezent în natură în două forme, mai exact sub forma izomerilor all-trans și 9-cis. Este produsă din violaxantină, dar este posibilă și existența unei neoxantin-sintetaze. Are ca scop protecția împotriva stresului foto-oxidativ. Este o xantofilă majoră în frunzele unor legume verzi, precum este spanacul.